# The Innominate
The Innominate je  horský vrchol o nadmořské výšce 3 890 metrů v pohoří Bighorn v americkém státě Wyoming. Nachází se na ostrém skalním hřebenu, na aretě  v Cloud Peak Wilderness v Bighorn National Forests. Mírně vyšší hora Woolsey je 0,48 km na severozápadně. Malý ledovec leží pod aretou na východ od vrcholu.